# Gmina Trnava
Gmina Trnava (chorw. Općina Trnava) – gmina w Chorwacji, w żupanii osijecko-barańskiej.

## Miejscowości i liczba mieszkańców (2011)
- Dragotin - 254
- Kondrić - 136
- Hrkanovci Đakovački - 230
- Lapovci - 280
- Svetoblažje - 70
- Trnava - 630